# Unga Limited
Unga Limited è una circoscrizione urbana (urban ward) della Tanzania situata nel distretto urbano di Arusha, regione di Arusha. Conta una popolazione di 17 342 abitanti (censimento 2012).